# South African Express
South African Express  é uma linha aérea baseada na África do Sul. Embora a companhia aérea é operacionalmente independente da South African Airways, seus voos são incorporados dentro da aliança estratégica com a South African Airlink e South African Airways. A South African Express iniciou suas operações em 24 de abril de 1994. A companhia tem sua sede em razão do Aeroporto Internacional de Joanesburgo, em Kempton Park, Ekurhuleni, Gauteng.

## Frota

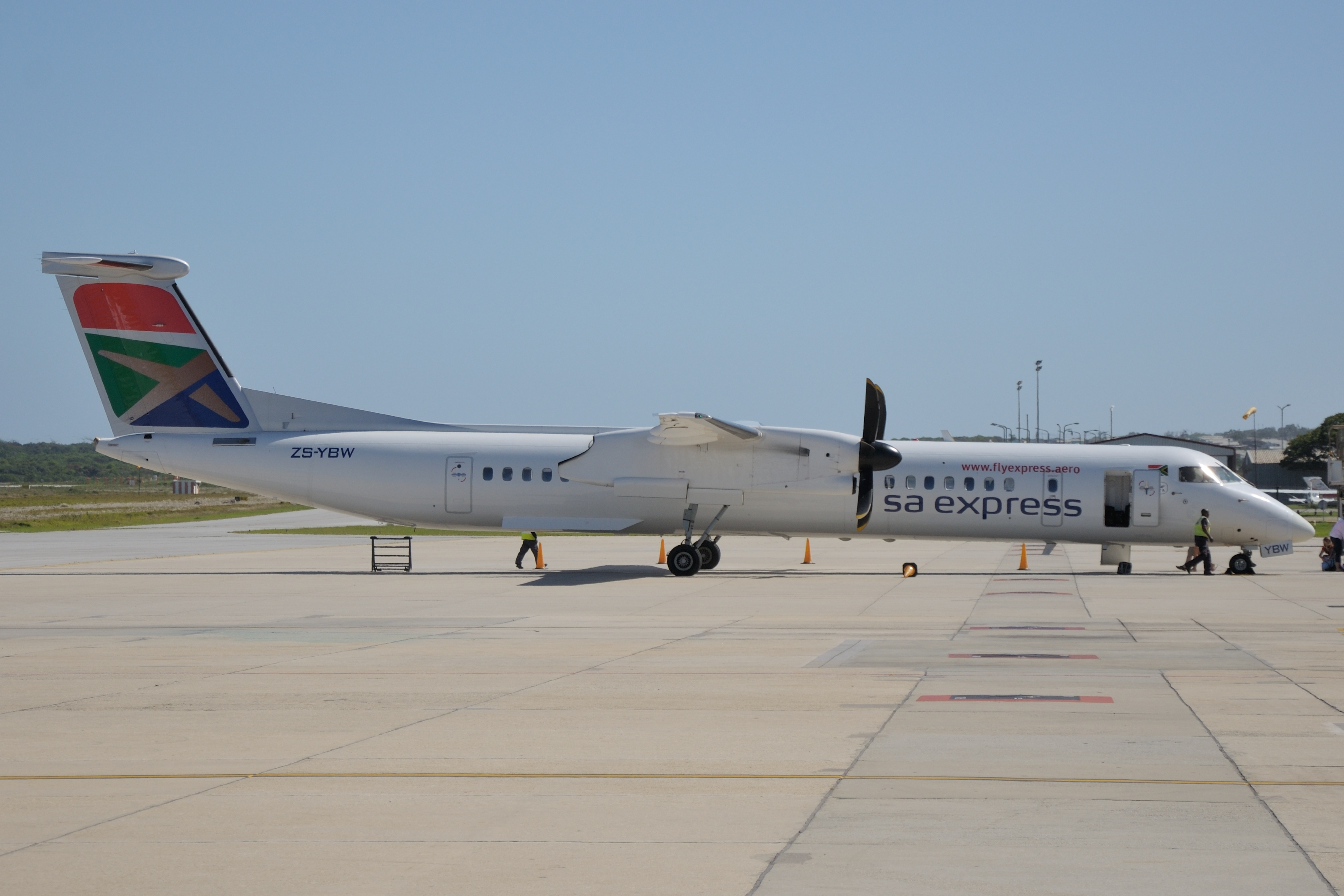
Bombardier Dash 8 Q400 da South African Express.

Em novembro de 2017.
- 1 Boeing 737-500
- 8 Bombardier CRJ-200ER
- 2 Bombardier CRJ-700ER
- 10 Bombardier Dash 8-Q400
- 2 Embraer EMB 120 Brasilia